# Cremastus lineiger
Cremastus lineiger är en stekelart som beskrevs av Hellen 1949. Cremastus lineiger ingår i släktet Cremastus och familjen brokparasitsteklar. Inga underarter finns listade i Catalogue of Life.